# Jessica Pratt (soprano)
Pour les articles homonymes, voir Pratt et Jessica Pratt (homonymie).
Jessica Pratt est une soprano australienne, d'origine britannique, née en 1979, surtout connue pour ses interprétations du répertoire du bel canto.

## Carrière et répertoire
Jessica Pratt est née le 20 juin 1979 à Bristol et s'est établie en Australie en 1991. Son père, lui-même artiste lyrique, lui donne des cours de chant quand elle se consacre à cette discipline après avoir longtemps étudié la trompette. Elle remporte l'Australian Singing Competition en 2003 et part alors en Europe pour approfondir sa formation. Elle est invitée par Gianluigi Gelmetti à étudier à l'Opéra de Rome et rencontre Renata Scotto à l'Académie Sainte Cécile. Elle s'installe ensuite à Milan en 2006 pour étudier avec Lella Cuberli. Sélectionnée pour la finale du concours Operalia en 2000, elle obtient des bourses qui lui permettent notamment d'entrer dans l'école de Bel Canto de Florence.
Elle commence sa carrière sur scène en Italie avec le rôle-titre de Lucia di Lammermoor, en 2007 au Teatro Ponchielli di Cremona, puis au Teatro Fraschini di Pavia avant de faire ses débuts sur la grande scène de l'Opéra de Zurich. Elle chante ensuite au festival Rossini de Bad Wildbad en Allemagne, le rôle de Desdemona dans Otello. Elle y retourne en juillet 2009 pour une prise de rôle en Donna Isabella dans le très rare La Sposa di Messina de Nicola Vaccaj, pour une quasi création mondiale puisque l'œuvre composée en 1839 n'avait eu droit qu'à une seule représentation à la Fenice de Venise. Un CD a été publié pour cette occasion par le label Naxos.
Elle fait ses débuts en France à l'Opéra de Toulon en 2009 dans I Puritani en incarnant une Elvira remarquée : « Ici Jessica Pratt donna vie à la douleur la plus intense, aux sentiments les plus contrasté ». La même année elle chante à la Scala de Milan, Daria dans Le convenienze teatrali de Donizetti.
En 2010 elle chante un premier rôle en français, celui d'Eudoxie dans La Juive d'Halevy à Tel Aviv, puis Armida à Garsington, Gilda dans Rigoletto à Rome, le Roméo et Juliette de Berlioz à Padoue, La Sonnambule à Côme.
Elle chante deux années de suite, au Rossini opera Festival de Pesaro en Italie, en 2011 dans Adélaïde di Borgogna où elle incarne le rôle-titre puis en Amira dans Ciro in Babilonia, où la critique souligne « Sa voix s’est affermie, son assurance accrue, la voici maintenant capable de tenir avec classe un premier rôle rossinien, doté d’un grand air hérissé de pyrotechnies de haute volée ». Ces deux représentations font l'objet de publications de DVD chez Opus Arte. Elle participe également au 35ème anniversaire du prestigieux Festival en 2014 en Zenobia dans Aureliano in Palmira aux côtés de Michael Spyres.
Jessica Pratt aborde également Mozart, notamment en incarnant la Reine de la Nuit pour ses débuts au Royal Opera House de Londres en 2011, puis Donna Anna dans Don Giovanni à la Fenice en 2014.
Le 1er janvier 2012, elle participe au concert de la nouvelle année à la Fenice de Venise où elle chante "O luce di quest'anima" , un air célèbre de l'opéra de Donizetti, Linda di Chamonix.
Jessica Pratt retourne en France pour I Capuleti e I Montecchi en 2013 à Reims, puis reprend le rôle de Gilda dans Rigoletto, cette fois à Séville aux côtés de Léo Nucci. Le critique souligne alors : « Voilà enfin un soprano qui non seulement sait triller, vocaliser, colorer, émettre des notes piquées, mais qui sait surtout utiliser ce vocabulaire pour composer une Gilda émouvante par son chant, sans facilités pseudo-véristes ni outrances scéniques ». Durant l'été elle participe au festival de la Vallée d'Itria à Martina Franca dans le rôle-titre de Giovanna d'Arco aux côtés de Jean-François Borras. Un DVD chez Dynamic, sort deux ans plus tard. Elle chante également la même année Inès dans L’Africaine à la Fenice de Venise, puis l'année suivante, Cléopâtre dans Jules César à Padoue, Violetta dans la Traviata à Melbourne, et Rosina du Barbier de Séville aux Arènes de Vérone.
En 2015 l'opéra de Lausanne l'engage pour un nouveau rôle, celui d'Amenaide dans Tancredi. C'est à l'opéra de Marseille qu'elle fait ses débuts dans le rôle de Semiramide qu'elle reprend à Florence en 2016. Et c'est sur la scène du Maggio musicale Fiorentino qu'elle interprète moins d'un mois plus tard le rôle-titre de Rosmonda d'Inghilterra aux côtés de Michael Spyres avant de l'incarner à nouveau à Bergame au festival Donizetti. Elle chante également Marie de la Fille du Régiment à Las Palmas et Norina dans Don Pasquale à Bilbao.
Désormais consacrée dans le style du Bel Canto, elle accorde un entretien à Forum Opéra en Août 2017 où elle affirme « Plus qu’une carrière, le bel canto est un choix de style de vie » tout en rendant hommage à Maria Callas et à Joan Sutherland dont elle s'inspire. À l'occasion du 40e anniversaire de la disparition de la diva, en septembre 2017, Jessica Pratt chante au Théâtre des Champs Elysées, pour un concert en mémoire de la grande cantatrice, Lucia di Lammermoor. C'est aussi dans ce rôle qu'elle a énormément chanté, qu'elle fait ses débuts au Metropolitan Opera de New York en 2018. Elle incarne ensuite Elisabetta dans le très rare Il Castello di Kenilworth de Donizetti aux côtés du très jeune ténor Xabier Anduaga en 2018 au festival Donizetti de Bergame puis en 2019 à Pesaro, le tout aussi rare Demetrio e Polibio de Rossini. De Donizetti, elle aborde également à Rome en 2016 puis à Florence en 2021 le rôle-titre de Linda di Chamounix.
En 2019 elle interprète les quatre rôles féminins des Contes d'Hoffmann à Bordeaux sous la direction de Marc Minkowski et aux côtés du Hoffmann du ténor Adam Smith.
La période de la pandémie de COVID conduit de nombreuses salles à fermer, d'autres organisent des spectacles à huis clos. Ce sera le cas de l'Opéra de Rome avec I Puritani en 2022, représentation avec Jessica Pratt et John Osborn, retransmise en livestream.
En mars 2023, elle incarne le rôle-titre du Francesca da Rimini de Mercadante, dont la création mondiale a eu lieu en 2016, à l'Opéra de Francfort pour une Première en Allemagne avant de reprendre l'un de ses rôles fétiches, celui d'Elvira dans une version concert d'I Puritani au Théâtre des Champs-Elysées.

## Discographie
- Serenade Solo album avec Vincenzo Scalera au piano (Opus Arte) - 2015
- Rossini Otello Wildbad (Naxos) - Michael Spyres, Jessica Pratt, Filippo Adami, Georgio Truco, 2010.
- Vaccaj La sposa di Messina Bad Wildbad (Naxos) - 2009
- A Guided Tour of the Romantic Era Vol. 3 - Compilation d'airs d'opéra avec Roberto Servile (baritone), Ramon Vargas (tenor), Sonia Ganassi (mezzo-soprano), Ingrid Kertesi (soprano), Angelo Romero (bass), Luca Pisaroni (bass-baritone), Jessica Pratt (soprano), Sumi Jo (soprano), Massimiliano Gagliardo (baritone), Damiana Pinti (mezzo-soprano), Elsa Giannoulidou (mezzo-soprano) - (Naxos) - 2013
- Bel Canto Bully - L'héritage musical du légendaire impresario d'opéra, Domenico Barbaja - Airs de Rossini, Donizetti, Mercadante, Bellini, Weber (Naxos) - 2013
- Donizetti -  Il Castello Di Kenilworth -  Jessica Pratt, Carmela Remigio, Xabier Anduaga, Stefan Pop - (Dynamic) - 2019

## Vidéographie
- Donizetti Le convenienze ed inconvenienze teatrali Teatro alla Scala (Belair Classiques)
- Bellini La Sonnambula Teatro La Fenice (Betafilm)
- Rossini Adelaide di Borgogna Rossini Opera Festival (Arthaus Musik)
- Donizetti -   Rosmonda D'Inghilterra - (Naxos) - 2016
- Rossini Ciro in Babilonia Rossini Opera Festival (Opus Arte)
- Teatro La Fenice New Years Concert 2012 (Arthaus Musik)
- Donizetti - Linda Di Chamounix - Jessica Pratt,  Teresa Iervolino,  Francesco Demuro - (Dynamic) - 2021